# かねひさ和哉
かねひさ 和哉（かねひさ かずや、2001年6月4日 - ）は、日本のアニメーション研究家、マルチクリエイター。大阪府高槻市出身。日本アニメーション協会（JAA）会員。
古典アニメーションや20世紀の大衆文化などに関心を持っており、ライターや映像制作など関連する活動を幅広く行っている。

## 略歴・人物
幼稚園生時代の自由帳に『白黒テレビ』『鉄腕アトム』と書いているなど、物心がついたときには過去の表現に惹かれていたという。
小学生のころからディズニーやルーニー・テューンズなど、往年のカートゥーン・アニメーションに夢中になったといい、それが高じて、高校生の頃からはアニメーション史の研究を開始。同時に、SNSでの活動やウェブ上での執筆活動なども始めるようになる。
2022年、「昔の映像をどこまで自分で再現できるか」と考え、遊びのつもりで“昭和の表現”で現代を描いた動画をSNSに発表したところ、想像以上の反応があったことから「この手法なら自分の『好き』を発信できるかも」と考え、“昭和風”な映像制作活動も開始。YouTubeに「もしも昭和30年代にiPhoneのCMが放送されていたら」という動画を投稿するなど、昭和レトロな作品を発表している。
自身の風貌をSNSに投稿したところ、1930年代を彷彿とさせると話題になったことがある。
映像作家としての活動は、体調不良のため断続的に大学を休学していた期間に開始したものだった。映像作家業が忙しくなり、また、心身の不調も続いていることを鑑み、作家業を継続しながら心身の回復に努めることを決断。2025年4月に在籍していた大学が関西大学文学部だったことを明かし、3月をもって中退したことを報告した。
今後は自身の描く絵柄が子供にも愛されているものだと判明された事により、絵本作りや幼児向けのコンテンツにも関わっていく他、並行して歴史へのリスペクトを込めたアニメ研究も続けていくつもりだと語った。

## 主な作品

### アニメーション

#### ミュージックビデオ
- 戌神ころね『TROUBLE “WAN”DER!』（2024年）
- 橋本絵莉子『私はパイロット』（2024年）[11]
- こっちのけんと『はいよろこんで』（2024年）
- 重音テト『散財讃歌』（2025年）

#### CM・プロモーションビデオ
- アイモバイル「ふるなび」（2022年）[12]
- KADOKAWA「コミックNewtype」（2022年）[13]
- ゲシュタルト商会（2022年）[14]
- 優里『詩-80's』CMアニメーション（2023年）
- 上野恩賜公園『TAIWAN PLUS』PR動画（2023年）[15][16]
- 初耳「初耳 / hatsumimi」PR動画（2023年）
- 時代物専門店「風庵」（2023年）
- 日本コロムビア『笠置シヅ子とブギウギの時代』（2023年） - アニメーション／イラスト制作[17][18]
- セイヒョー「ビバオール」（2023年）[19]
- Yahoo!オークション WebCM映像（2024年）[20]
- アサヒ飲料「カルピスソーダ」（2024年） - テレビ放送記念日用動画
- TourBox Tech「TourBox」（2024年）[21]
- 日清のどん兵衛「はいよろこんで 利き利きどん 篇」「利き利きどん 篇」（2024年） - アニメーション作画[22][23]
- 第２４回　山形ふるさとCM大賞　山形県大蔵村応募作品『肘折ホカホカの唄』[24]（2024年） 演出・作詞・作曲・アニメーション担当
- カプリチョーザ 「イタメ史」篇（2024年） - スペシャルムービー製作
- りそな銀行「まつりそな昭和風アニメ篇」（2025年）WebCMアニメーション担当[25][26]
- ベルク「【アサヒ生ビール×かねひさ和哉】ベルクオリジナルスペシャルムービー」（2025年）演出・作詞・作曲・アニメーション担当[27]

#### その他
- 『アルピーテイル』（テレビ朝日、2023年） - コントアニメ制作 ※真空ジェシカと共同[28]
- 清水ミチコ『アニメ シミチコ劇場』（2023年）[29]
- 宝鐘マリン『宝鐘マリン4周年記念LIVE』（2023年） - オープニング制作[30]
- 岡崎体育『ともだちのともだち』（NHK『みんなのうた』2024年） - アニメーション制作[31]
  - NHKテキスト『みんなのうた』2024年10・11月号でも表紙のイラストに採用された[32]。
- 『The Wakey Show』「地方ソング」（Eテレ、2025年） - コーナーアニメ制作

### 書籍
- 「TOONY〜オールドアニメーションを語るマガジン〜」（2021年）ISDN 278-4-520221-01-2
- 「カネヒサ君 第一集」（2023年）
- 「カネヒサ君 第二集」（2024年）

### その他
- LINEスタンプ「カネヒサくんのノスタルジア・スタンプ」
- 朝日新聞日曜版「GLOBE」(2025年) 特集イラスト制作

## 声の出演
- 真壁寂室『三越千鶴は生き苦しゐ（ミツコシチヅルハイキグルシイ）』MV（2024年） - ナレヱション[33]